# Чон Мён Чхоль
Чон Мён Чхоль (кор. 정명철; род. 11 марта 1978) — северокорейский бегун-марафонец, выступавший на международном уровне в первой половине 2000-х годов. Победитель и призёр ряда крупных международных стартов, действующий рекордсмен страны в полумарафоне, участник летних Олимпийских игр в Афинах.

## Биография
Чон Мён Чхоль родился 11 марта 1976 года (по другим данным — 11 марта 1978 года).
Впервые заявил о себе на марафонской дистанции в сезоне 2002 года, когда с результатом 2:15:40 стал шестым на домашнем Пхеньянском марафоне.
В 2003 году одержал победу на Пхеньянском марафоне (2:15:05). Будучи студентом, представлял Северную Корею на Всемирной Универсиаде в Тэгу, где в зачёте полумарафона финишировал седьмым и установил при этом ныне действующий рекорд КНДР — 1:05:46.
На Пхеньянском марафоне 2004 года с результатом 2:17:04 пришёл к финишу третьим. Благодаря этому успешному выступлению вошёл в основной состав северокорейской сборной и удостоился права защищать честь страны на летних Олимпийских играх в Афинах — в программе марафона показал время 2:19:47, расположившись в итоговом протоколе соревнований на 35-й строке.
В 2005 году на Пхеньянском марафоне с личным рекордом 2:14:58 вновь финишировал третьим.
Впоследствии Чон больше не показывал сколько-нибудь значимых результатов на крупных международных стартах.